# Maison Houot
Ne doit pas être confondu avec Maisons Huot.
La maison Houot est un bâtiment construit en 1905-1907 par Joseph Hornecker, d'abord en collaboration avec Henri Gutton puis seul, dans le centre de Nancy. 

## Situation
L'immeuble Houot est situé au numéro 7 de la rue Chanzy, où il est mitoyen de la banque Charles Renauld, sise au numéro 9. Il donne sur la place André-Maginot.

## Histoire

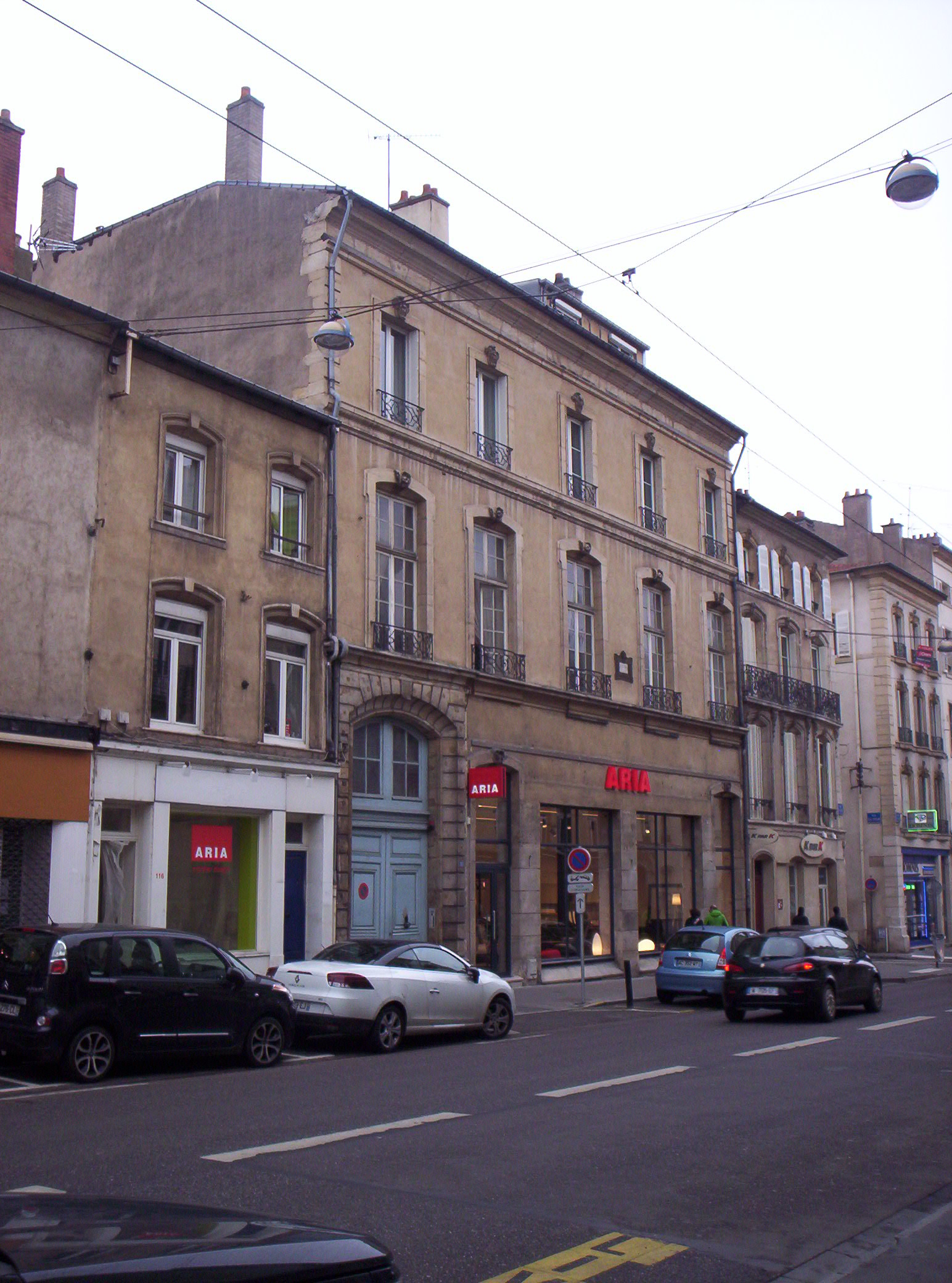
Anciens locaux de, 114 rue Saint-Dizier.

### Contexte
L'édifice est commandité par l'un des plus importants notaires de l'époque à Nancy, Me Philippe Houot. La réussite de son étude tient sans doute aux nombreuses transactions engendrées par l'essor de la ville comme capitale de l'Est de la France, après l'annexion de l'Alsace-Moselle par l'Allemagne lors de la guerre de 1870. En particulier, un important marchand de biens de la place, Eugène Nathan, fait appel à Me Houot pour ses opérations telles que le parc de lotissement de Saurupt.
Dans ce contexte, les locaux de Me Houot, jusqu'alors situés 114 rue Saint-Dizier, deviennent trop petits. II choisit alors le café de l'Eden, au 7 rue Chanzy, pour installer son étude. Mais outre une question d'espace, le choix de ce nouvel emplacement révèle aussi sans doute une volonté de se rapprocher de la place Saint-Jean (actuelle place André-Maginot), qui s'affirme alors comme le nouveau centre des activités commerciales et bancaires de la ville.

### Construction
La construction de la maison Houot débute en 1905, sous la direction de l'architecte Henri Gutton que Me Houot a probablement rencontré dans le cadre du projet Saurupt. Joseph Hornecker, qui travaille alors pour l'agence de Gutton, collabore à ce projet. Lorsque Gutton abandonne l'architecture, le 1er janvier 1907, Hornecker reprend l'agence de son ancien patron et termine seul l'immeuble Houot, ainsi que le siège de l'entreprise France-Lanord et Bichaton, situé rue Isabey.
France-Lanord et Bichaton termine le gros-œuvre de l'immeuble Houot dès 1907, mais l'étude notariale n'emménage qu'en 1909, et Hornecker continue à travailler jusqu'en 1910 à certains aménagements intérieurs.
Les ferronneries sont d'Edgar Brandt, et les sculptures de Léon Surmely. Le mobilier, assez dépouillé, est de Louis Majorelle.
L'immeuble Houot est acheté en 1960 par BNP Paribas, qui possède aussi l'ancienne banque Renauld mitoyenne.

## Description
Le programme inclut un hôtel particulier superposé à 500 m2 de locaux professionnels. La façade présente un porche latéral, et bien que ses travées soient au nombre impair de cinq, elle s'organise autour de deux symétries partielles de deux et trois travées.

## Classement
Sa façade et sa toiture sur la rue sont inscrites au titre des monuments historiques par un arrêté du 31 décembre 1976.

## Inspiration
Octave Gelin semble s'être fortement inspiré de la maison Houot pour celle qu'il a construite en 1910 au 1 rue de Vinetz à Châlons-en-Champagne.

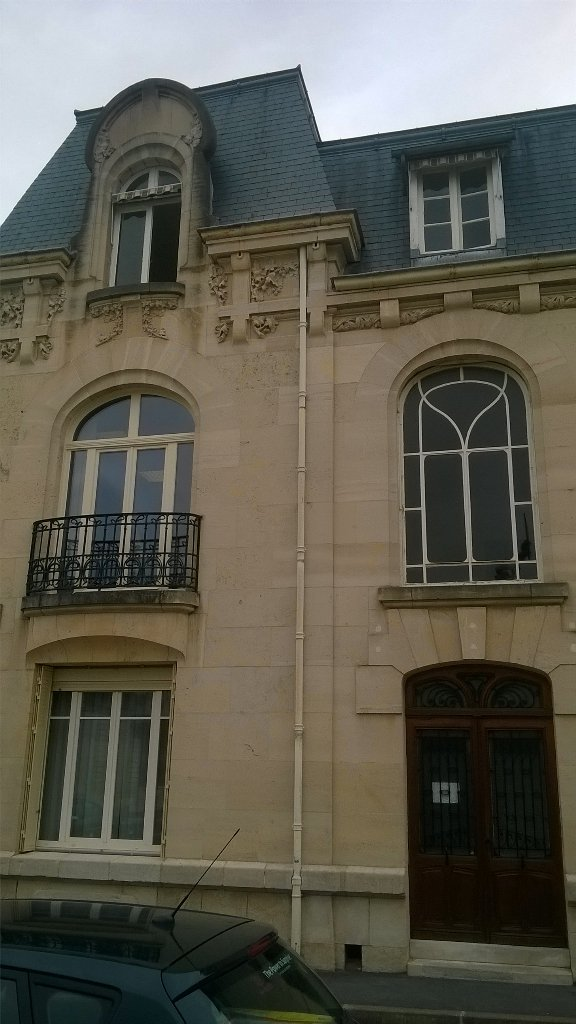
1 rue de Vinetz à Châlons-en-Champagne, par Octave Gelin (1910).